# Spiegelndes Laichkraut
Das Spiegelnde Laichkraut (Potamogeton lucens), auch Glänzendes Laichkraut genannt, ist eine Pflanzenart aus der Gattung Laichkräuter (Potamogeton) innerhalb der Familie der Laichkrautgewächse (Potamogetonaceae).

## Beschreibung

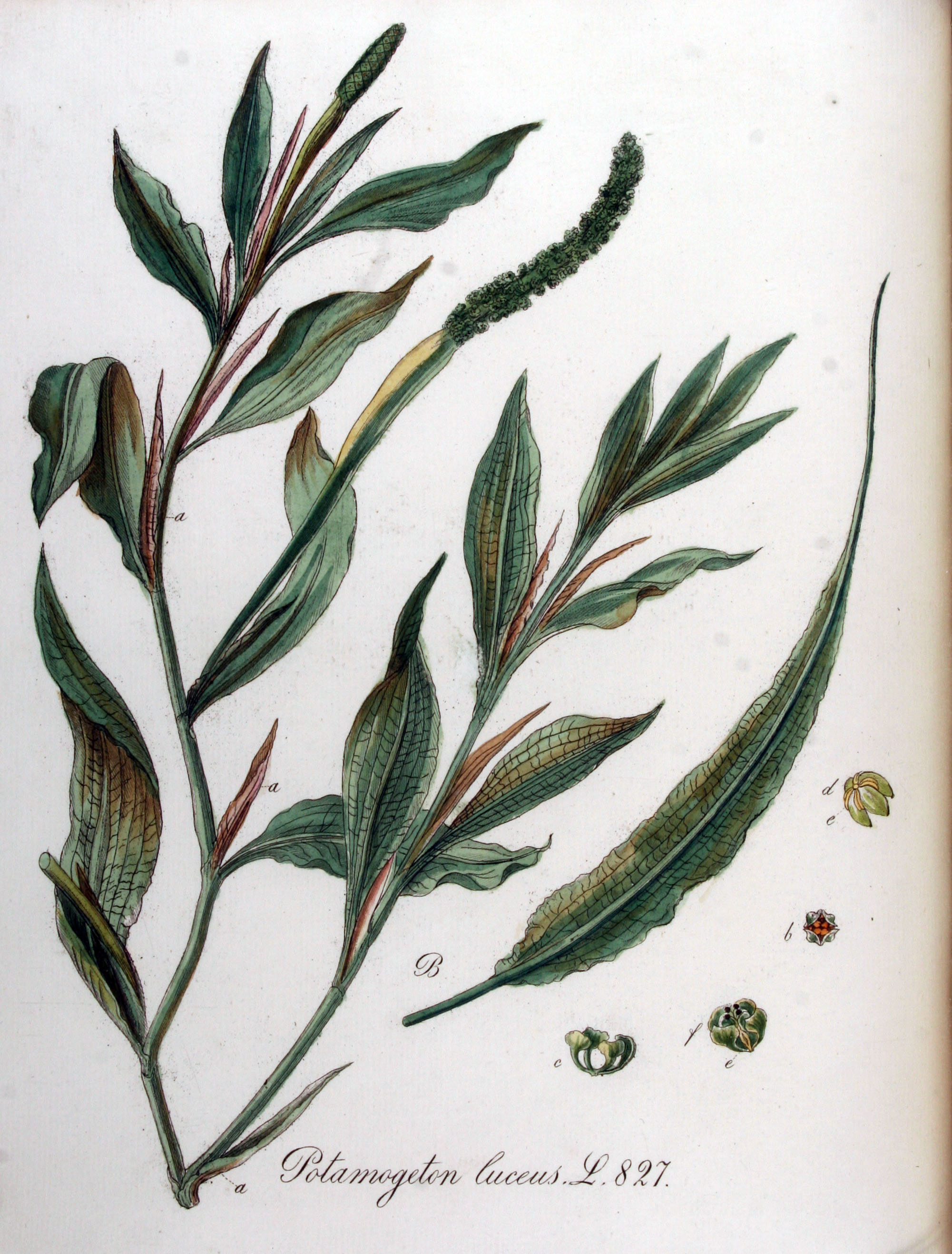
Illustration aus Flora Batava, Band 11

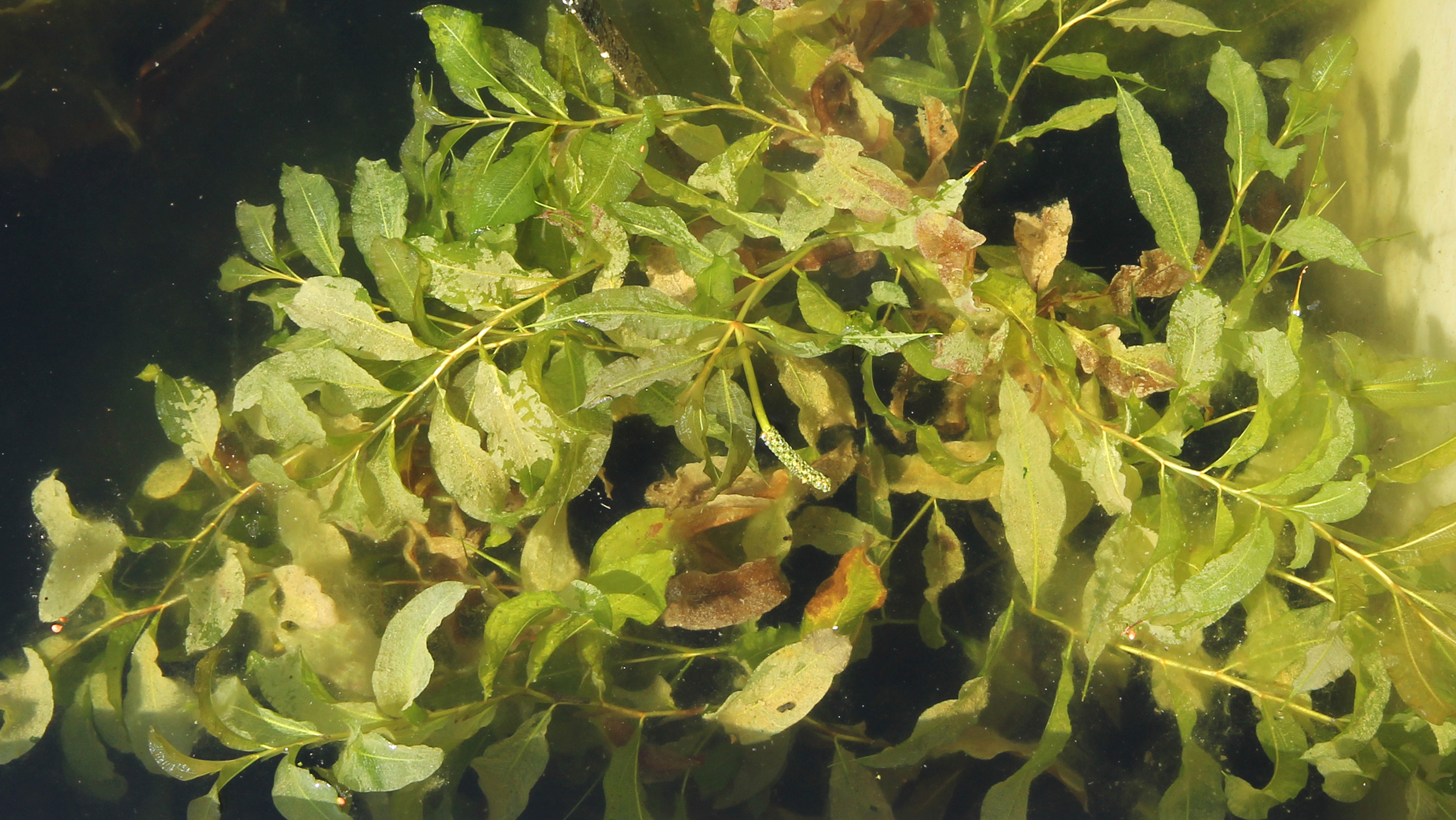
Habitus und Laubblätter

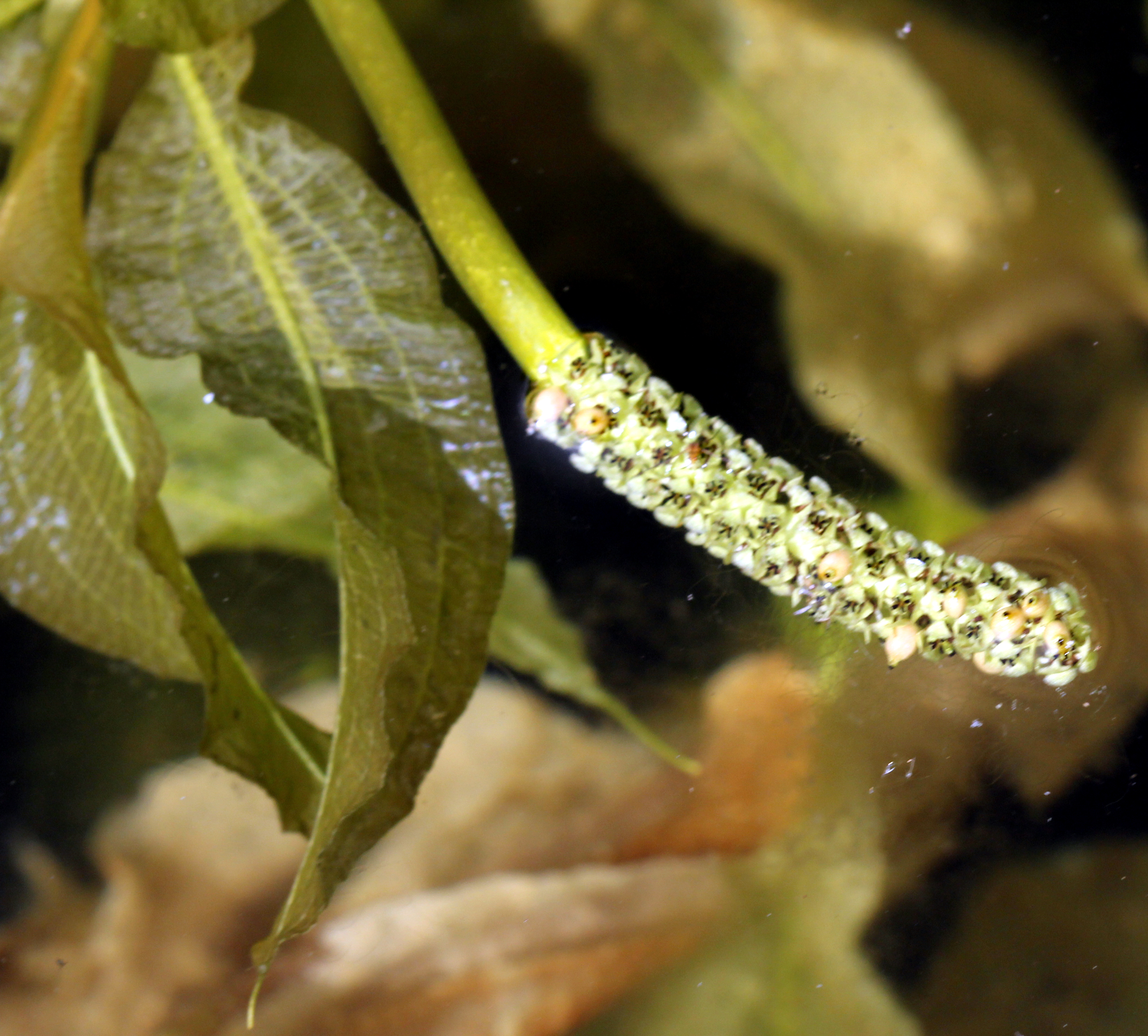
Blütenstand

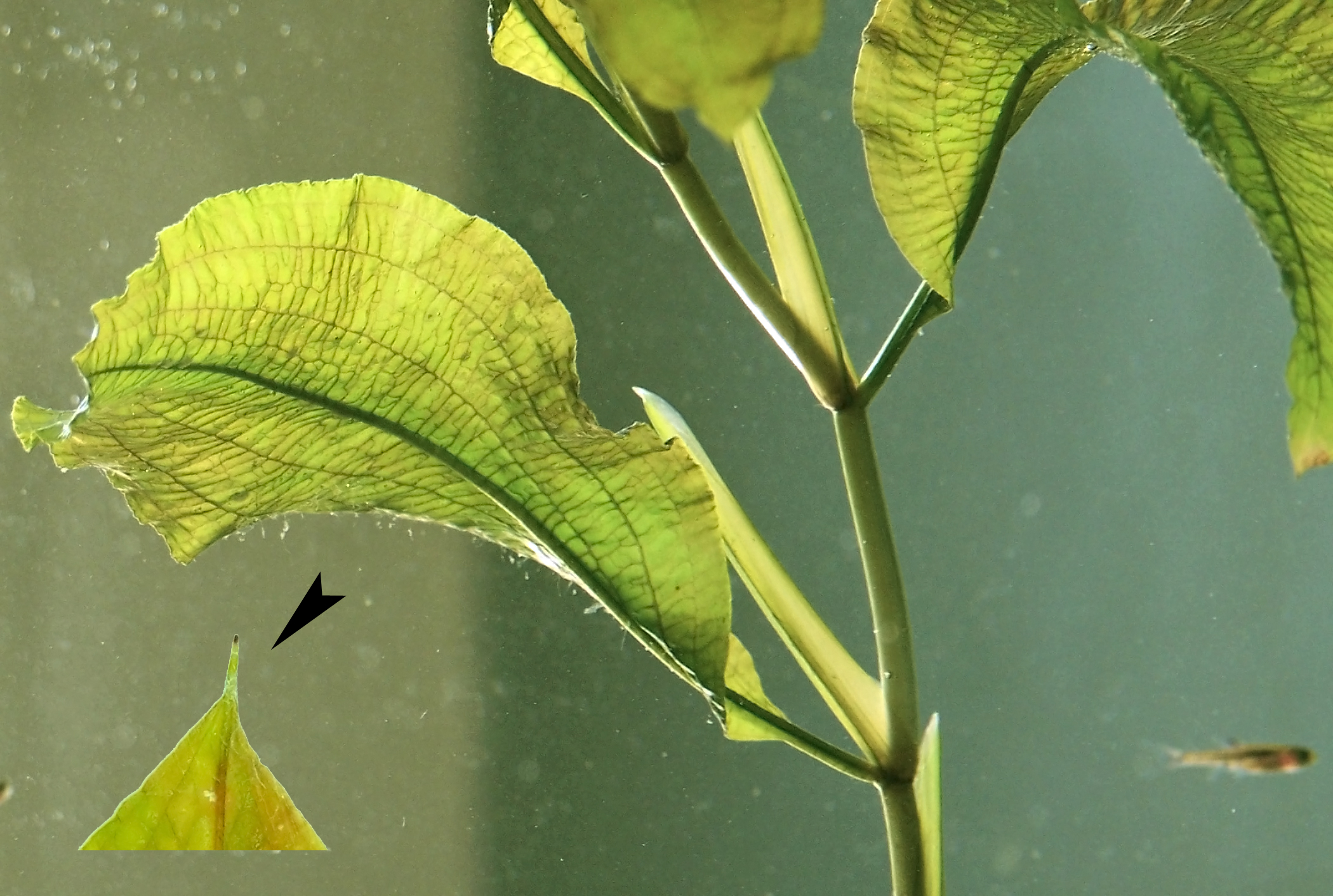
Der Mittelnerv des Blattes endet in einem Horn bzw. Schnabel (mehrere mm lang).

### Vegetative Merkmale
Das Spiegelnde Laichkraut ist eine ausdauernde krautige Pflanze mit verzweigtem unterirdischem Rhizom.
Die immer untergetaucht bleibenden, wechselständigen Blätter sind in Blattstiel und Blattspreite gegliedert. Der kurze Blattstiel ist geflügelt. Die einfache Blattspreite ist bei einer Länge von bis zu 30 Zentimetern sowie einer Breite von bis zu 4,5 Zentimetern länglich-eiförmig und spitz (linealisch). Die Hauptblattadern verlaufen bogig vom Blattgrund zur Spitze, die Quernervatur ist dagegen sehr zart. Die Blattspreite ist leicht durchsichtig und ihre Oberfläche ist glänzend. Die Blattränder sind fein gesägt und rau. Die relativ kleinen Nebenblätter sind zu schmalen Häutchen umgebildet, deren Basis die Stängel umfasst.

### Generative Merkmale
Der allseitswendige, ährige Blütenstand ragt zur Blütezeit aus dem Wasser. Die zwittrigen Blüten bestehen aus jeweils vier Staubblättern und Fruchtblättern, die Blüten sind kronblattlos. Zum Schutz der Fortpflanzungsorgane entwickeln sich jedoch an den Konnektiven der Staubbeutel gelbgrünliche Anhängsel, die einer vierblättrigen Blütenkrone ähneln.
Die einsamigen Früchte sind stumpf gekielte Nüsschen und bilden eine Sammelsteinfrucht.
Die Chromosomengrundzahl beträgt x = 13; es liegt Tetraploidie vor, also eine Chromosomenzahl von 2n = 52.

## Ökologie
Das Spiegelnde Laichkraut ist eine flutende oder submerse Wasserpflanze.
Die Bestäubung erfolgt durch den Wind.

## Vorkommen
Das Verbreitungsgebiet reicht von den gemäßigten Gebieten der Nordhalbkugel bis zu den Philippinen.
Das Glänzende Laichkraut gedeiht in der tropischen Zone Ostasiens und von der meridionalen bis zur borealen Zone Europas und Westasiens. Es wächst in nährstoffreichen, stehenden oder langsam fließenden Gewässern in Tiefen von 1,5 bis 3,0 Metern. In den Allgäuer Alpen steigt es am Freibergsee bei Oberstdorf bis in eine Höhenlage von 928 Meter auf.
Das Glänzende Laichkraut ist eine Charakterart des Potamogetonetum lucentis aus dem Verband Potamogetonion.

## Taxonomie
Die Erstveröffentlichung von Potamogeton lucens erfolgte 1753 durch Carl von Linné in Species Plantarum.